# Diocèse de Sedan
Le diocèse de Sedan ou diocèse des Ardennes ou diocèse du département des Ardennes est un diocèse de l'Église constitutionnelle. Il a été érigé en 1790 par la constitution civile du clergé. Il a été très éphémère puisque le concordat de 1801 l'a supprimé. 
Cette existence durant une décennie a marqué pour autant l'histoire du catholicisme en Champagne-Ardenne. Cette « tragique rencontre du Christianisme et de la Révolution » a constitué une étape dans l'évolution des idées vers la liberté des cultes, dans un territoire caractérisé par l'existence d'une communauté protestante et par l'influence janséniste, bien avant que ne soit imaginée une séparation de l’Église et de l’État. Les questions posées dans les événements de cette période restent toujours d'actualité.
Le territoire de cet ancien diocèse est compris dans l'actuel archidiocèse de Reims.

## Création du diocèse

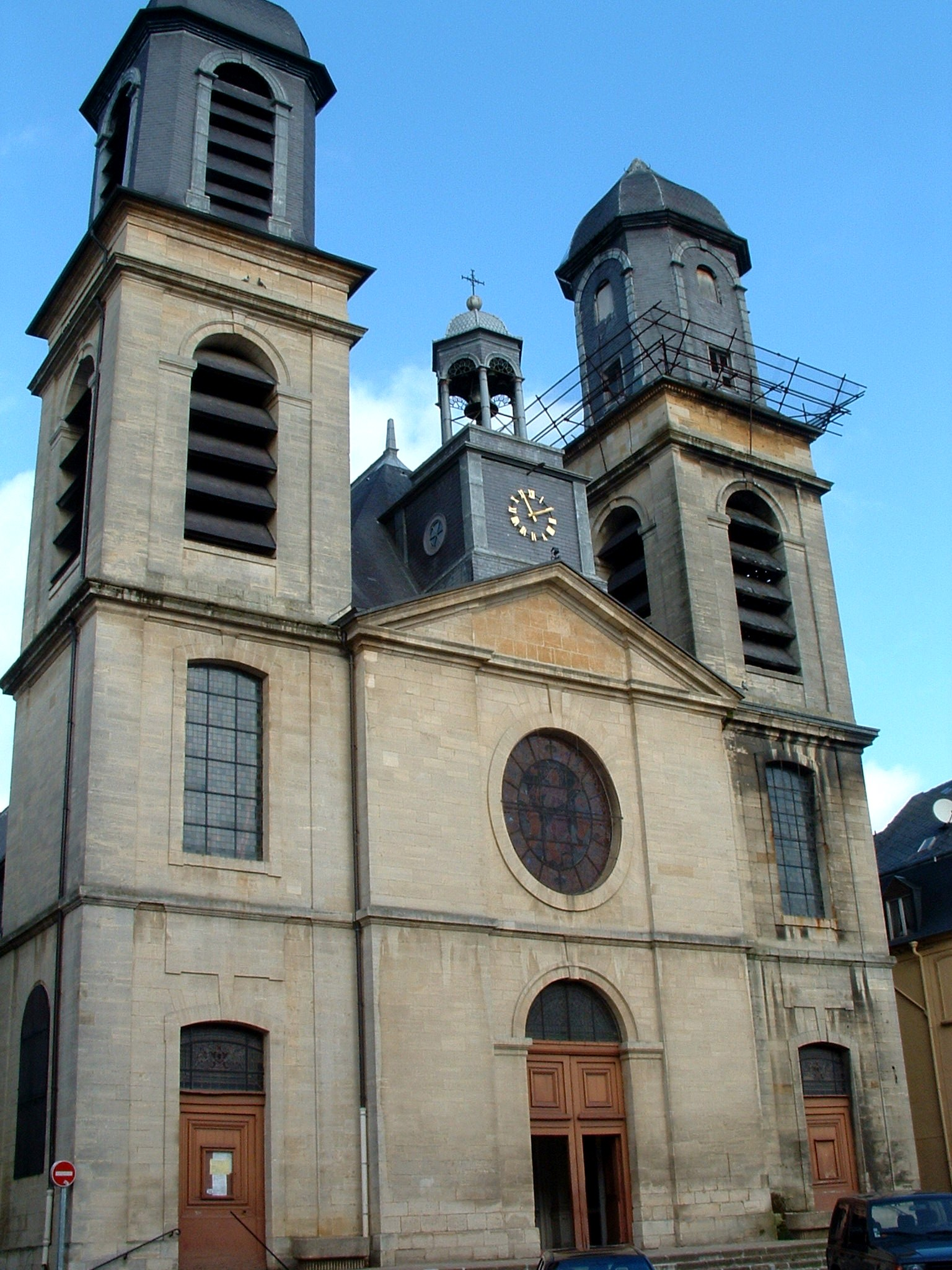
Église Saint-Charles de Sedan

Le décret du 12 juillet 1790 crée un évêché par département. À cet effet, le territoire du département des Ardennes est dissocié du diocèse de Reims. Le nouveau diocèse englobe aussi quelques communes françaises précédemment rattachées à des diocèses dont le centre épiscopal est situé hors des frontières, en particulier le diocèse de Liège, pour les pays de Givet et Fumay, et le diocèse de Trèves, pour la région de Carignan. Les autres diocèses créés dans le même décret sont ceux de Versailles, Laval, Moulins, Bastia, Châteauroux, Colmar, Guéret et Saint-Maixent.
Sedan est  choisi comme siège épiscopal et l’Église Saint-Charles en devient la cathédrale. Sedan avait été en concurrence avec Mézières et Mouzon. Le maire de Sedan, Pierre-Charles-Louis Baudin, de religion protestante, a eu raison des deux autres candidatures. Il ménagea peu ses compétiteurs, disant ainsi de Mouzon, dotée d'une magnifique abbaye : "que cette ville, trop éloignée d'abord du centre du département, était sans commerce, mal bâtie, que ses rues étaient serrées, mal percées, et que ses habitants, au nombre de deux mille seulement étaient ou de misérables vignerons ou des ouvriers nécessiteux". Ériger Sedan, la ville alors la plus peuplée du département, en siège épiscopal est sans doute aussi une mesure de compensation partielle pour ne l’avoir pas  retenue comme chef-lieu du département.
En novembre 1790, Nicolas Philbert est élu premier évêque constitutionnel de ce nouveau diocèse par l'assemblée électorale des Ardennes. L'assemblée électorale réunit les citoyens, laïques, répondant à des conditions de revenu. Nicolas Philbert, curé de la ville la plus peuplée du département, réunit sur son nom une grande partie des suffrages du nord du département, y compris des protestants..

## Prêtres assermentés et insermentés

Carte des prêtres jureurs en 1791

Devant les résistances apparues dans toute la France à la constitution civile du clergé, un serment est imposé au début de 1791.  La proportion de prêtres assermentés ou « jureurs » est relativement forte en Ardennes. Parmi les facteurs qui peuvent l'expliquer, l'influence janséniste sur le « bas-clergé » de ce territoire en est un. Un jansénisme du XVIIIe siècle différent du jansénisme primitif, plus politique que théologique. Et plus rural,. 
Les curés des petites paroisses sont majoritairement jureurs. Ils sont également, comme partout en France animés d'un désir de réforme plus fort que leur hiérarchie. Par contre, exempté sur Sedan et Grandpré, les curés des paroisses plus importantes sont souvent réfractaires, et c'est le cas à Charleville, Mézières, Rethel, Rocroi, Vouziers, Mouzon, Givet, Carignan, Torcy, Asfeld Château-Porcien, Juniville ou Attigny. Les prêtres du collège de Sedan refusent également le serment. Le principal du collège démissionne et est remplacé par un mathématicien brillant, Nicolas Halma. Enfin, l'âge des prêtres semble également un élément déterminant, mais la jeunesse n'est pas synonyme en ce cas précis d'adhésion aux idées nouvelles. Les plus anciens, formés au séminaire de Reims par des Génovéfains gagnés au jansénisme, ont massivement rejoint le rang des assermentés, les plus jeunes formés par des Sulpiciens qui avaient repris en main l'enseignement du séminaire à la demande de l'archevêque de Reims, sont majoritairement insermentés.
Un deuxième facteur est la tradition d'indépendance des Ardennes. Cette région est longtemps demeurée rebelle à l'influence chrétienne au sein du monde gallo-romain. Au Moyen Âge, elle a incarné un moment la résistance à l'autorité royale. C'est aussi sur ce territoire ardennais qu'exerçait de 1688 à 1725 un curé de campagne particulièrement rebelle du nom de Jean Meslier. Au moment de la Révolution, la présence dans ce clergé de fortes personnalités, au rang desquelles figurent Nicolas Philbert, Remacle Lissoir, l'abbé de Laval Dieu, et Nicolas Diot, curé de Vendresse qui sera élu évêque constitutionnel de la Marne, favorise  un regain d'indépendance, sans que ces personnalités soient en rupture avec la foi, à la différence du curé Meslier. Au contraire, elles restent fidèles à la foi religieuse qui les animent et souhaitent maintenir les pratiques religieuses dans ce territoire ardennais.
L'autonomie de la principauté sedanaise et l'influence du protestantisme  ont pesé ensuite dans le même sens. L'attitude à l'égard des protestants est passée par de nombreuses phases, de la tolérance bienveillante au moment de l'annexion de la principauté par le royaume de France,  à une longue période d'intolérance après l'édit de Fontainebleau,puis à une tolérance hésitante de 1745 à 1780, puis à une restauration de cette église, avec un lieu de culte, un pasteur et un conseil des anciens dans la ville de Sedan. En 1787, l’Édit de tolérance de Versailles, signé par le roi, est une étape supplémentaire, permettant au conseil des anciens de Sedan de parler à nouveau dans ses délibérations de « l'Église réformée de Sedan », deux ans avant la Déclaration des droits de l'homme et du citoyen de 1789 proclamant la liberté religieuse.
La constitution civile du clergé n'est pas un pas vers la séparation de l’Église et de l’État. À aucun moment, une séparation de l’Église et de l’État n'est d'ailleurs envisagée comme une solution facilitant la liberté religieuse. Pas un instant, le caractère privé du sentiment religieux n'est identifié.
Cette constitution civile du clergé remet en cause un des principes des ordres religieux et  congrégations, en considérant les vœux perpétuels comme une atteinte à la liberté de l'homme. Beaucoup de religieux hésitent. Remacle Lissoir, l'abbé de Laval Dieu, déjà cité, refuse la sécularisation que la loi lui permettrait et déclare qu'il veut rester religieux. Après quoi, il prête le serment sans y être astreint, ne rentrant pas dans la catégorie des "fonctionnaires du culte catholique". La ligne de conduite qu'il s'est choisi est d'être fidèle à sa foi, et respectueux de cette Nation française qui se substitue progressivement à l'autorité du Roi. Les religieuses de l'hôpital de Sedan, Sœurs de Saint Vincent de Paul, emboîtent le pas à leur curé. Par contre, les deux congrégations religieuses en chargent de l'éducation des filles à Sedan, la Congrégation pour la propagation de la foi et les sœurs de l'Ouvroir, s'opposent aux évolutions et doivent fermer en 1791. Les Capucins de Sedan quittent la région pour le Hainaut. Certains de ces Capucins restent sur place et deviennent des laïques Les Bénédictins de l'abbaye d'Élan abandonnent leur monastère. Ceux de Mouzon se dispersent. Les chartreux de l'abbaye du Mont-Dieu quittent également les lieux.
Cette  constitution civile du clergé divisent également les familles catholiques, certaines refusant les célébrations du culte par le clergé assermenté.

## Caractère schismatique de l’Église constitutionnelle

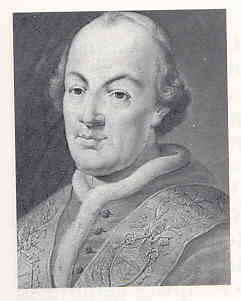
Le pape Pie VI

Après être resté silencieux pendant plusieurs mois, le Pape Pie VI intervient  par un bref Quot aliquantum, le 10 mars 1791, qui condamne la constitution civile du clergé. Un mois après, le 15 avril, Pie VI publie un deuxième bref qui appelle les prêtres jureurs à se rétracter, sans grand succès, et qui casse l'élection des évêques constitutionnels. 
L'église constitutionnelle devient dès lors schismatique.
Cette Église constitutionnelle s'organise pourtant en Ardennes. Son évêque s’emploie à faire procéder à des élections pour faire remplacer les prêtres réfractaires, en particulier par d'anciens moines. mais cent cinquante postes sont vacants et les candidats manquent. Faute de mieux, l'évêque se résout quelquefois à laisser en place des prêtres insermentés, même si ceux-ci contestent sa légitimité et entretiennent la dissidence. Au moins ne prive-t-il pas de cultes les paroissiens. Un séminaire est également créé à Sedan dans l'ancienne maison des lazaristes. L'évêque s'emploie également à récupérer tout ou partie des objets de cultes confisqués par l’État dans les abbayes. L'avenir lui apportera sur ce point une cruelle déconvenue, puisque l’Église constitutionnelle sera à son tour dépouillée quelques années plus tard.

## L'Église constitutionnelle et les tensions politiques
Le 10 août 1792, à la suite de l'assaut des Tuileries, la fin de la monarchie est proclamée. Le 12 août au soir, ce nouvel événement parisien, un tournant de la Révolution, est connu à Sedan. Le conseil municipal de  la ville se compromet alors avec le général La Fayette, et adopte pendant quelques jours une position délicate de soutien à la monarchie constitutionnelle abrogée à Paris. L’évêque Philbert, autorité morale de la ville de Sedan, suit les événements avec attention, participe à une réunion associant le conseil municipal et le général La Fayette, mais évite d'adopter une posture d'opposition à la Nation. Pour autant, sans doute s'interroge-t-il  sur le devenir de la religion catholique au sein de cette nouvelle République. Quelques jours plus tard, le général La Fayette s'enfuit à l'étranger, abandonnant à son sort la municipalité de Sedan.
En septembre 1792, des massacres éclatent à Paris et dans quelques grandes villes, dont Reims, touchant des religieux. Au même moment, un noble connu pour sa haine de la Révolution, le chevalier Vissecq de Latude, est assassiné dans les rues de Sedan par des sans-culottes et sa tête promenée au bout d'une pique dans toute la ville. Rare événement sanglant dans la vie politique de cette cité de province, signe d'une radicalisation des esprits.
En octobre 1792, de nouvelles élections municipales ont lieu, permettant dans les principales communes du département à de nouvelles équipes de montagnards et quelquefois de sans-culottes de se saisir des gouvernes. À la demande de l'évêque Philbert, quelques modérés et trois de ses vicaires se présentent à Sedan et sont également élus. Mais ils doivent rapidement s'effacer.
En novembre 1792, les officiers municipaux  dressent l'inventaire, conformément à la loi, des objets et mobiliers de l’Église constitutionnelle, et les placent sous scellés. 
Le 23 janvier 1793, la ville de Sedan apprend la mort du roi, guillotiné.  Un paysan d'Hannogne-Saint-Rémy, petit village du diocèse de Sedan, le cadet Dameras, écrit dans son journal, quelques jours plus tard : " Mort de Louis seize, roy de France. On l'a fait guillotiner parce qu'il a abdiqué la constitution, c'est l'affaire du dix août qui l'a condamné à mort, ce qui causera encore la guerre plus for, toutes les couronnes sont contre la France. C'est bien fort de faire mourir son roy. Requiescat in pace, Amen. Ce jeune paysan avait accueilli les premières étapes de la Révolution avec un mélange de circonspection et d'intérêt. Ce dénouement violent du conflit entre le Roi et l'Assemblée l'assomme un peu.
Quelques jours auparavant, le 20 janvier 1793, Nicolas Philbert a diffusé une nouvelle lettre pastorale, réagissant avec un ton inhabituel contre une série de textes législatifs qui remettent en cause les traditions catholiques, notamment sur le mariage, le célibat des prêtres, le divorce et contre d'autres projets. Il rappelle de façon claire les textes de l’Évangile et de l’Église et fait remarquer avec intelligence à ses ouailles que si la loi ouvre désormais certaines "facilités" par rapport aux sacrements, leur foi leur impose, contrairement aux non-chrétiens, de rester fidèles aux règles de leur religion. 
C'est là un distinguo important entre des obligations qu'impose aux catholiques  leur foi, à titre privé, et les possibilités offertes à tout et chacun par la loi civile. Ce distinguo nouveau pour l'époque semble bien ambiguë aux sans-culottes, d'autant que la lettre pastorale est diffusée au moment même où la nouvelle de la mort du Roi se répand dans le département. L'évêque de Sedan est accusé d'exploiter la religion à des fins contre-révolutionnaires. "En tiraillant quelques-unes de ses phrases très innocentes,  on y trouva un délit national". 
Nicolas Philbert réaffirme également le caractère intangible du célibat des prêtres et leur statut "séparé".
Sa lettre pastorale lui vaut d'être dénoncé à l'administration du district de Rethel, puis du département, et enfin d'être déféré, conduit entre deux gendarmes, à la barre de Convention. Il n'est pas reçu par l'Assemblée nationale mais par le comité de législation de cette Assemblée. La lettre pastorale est finalement censurée par décret de la Convention, comme préconisé par ce comité de législation. Les poursuites s'arrêtent là. Le comité de législation, dirigé par Cambacérès, se montre accommodant et il est probable que le député Grégoire, député et évêque constitutionnel de Blois, et Baudin, député ardennais et protestant sedanais, aient joué de leur influence. 
Quelques mois plus tard, la revue des "Nouvelles ecclésiastiques" s'appliquera à faire l'éloge de l'évêque de Sedan et de ses écrits.

## Persécutions religieuses
Pour autant, durant cette année 1793, la persécution religieuse s'amplifie progressivement. Les statues et les cloches sont vendues ou brisées, les objets nécessaires au culte sont saisis, des profanations commises…. Le 12 juin 1793, l'abbaye d'Orval, ancien centre janséniste, est incendiée et pillée par des troupes du général  Loison.  Toute célébration du culte cesse en novembre 1793. Plusieurs  vicaires et plusieurs prêtres assermentés du département sont arrêtés et conduit à l'abbaye du Mont-Dieu, transformée en prison pour les suspects politiques, et y rejoignent des prêtres réfractaires.
La communauté protestante est soumise à des brimades équivalentes. L'évêque constitutionnel de Sedan, désabusé et fatigué, indique à l'administration municipale de Sedan cesser ses fonctions pour raisons de santé, mais se garde bien de démissionner auprès de son  métropolitain, l'archevêque de Reims.
Ultime étape de ce conflit entre certaines forces révolutionnaires et les religions chrétiennes, un Culte de la Raison puis de l'Être suprême est esquissé maladroitement à partir du printemps 1794. Des cortèges et des fêtes sont organisés qui n'ont qu'un succès de curiosité.

## Réconciliation entre l’État et l'Église catholique romaine, et disparition du diocèse

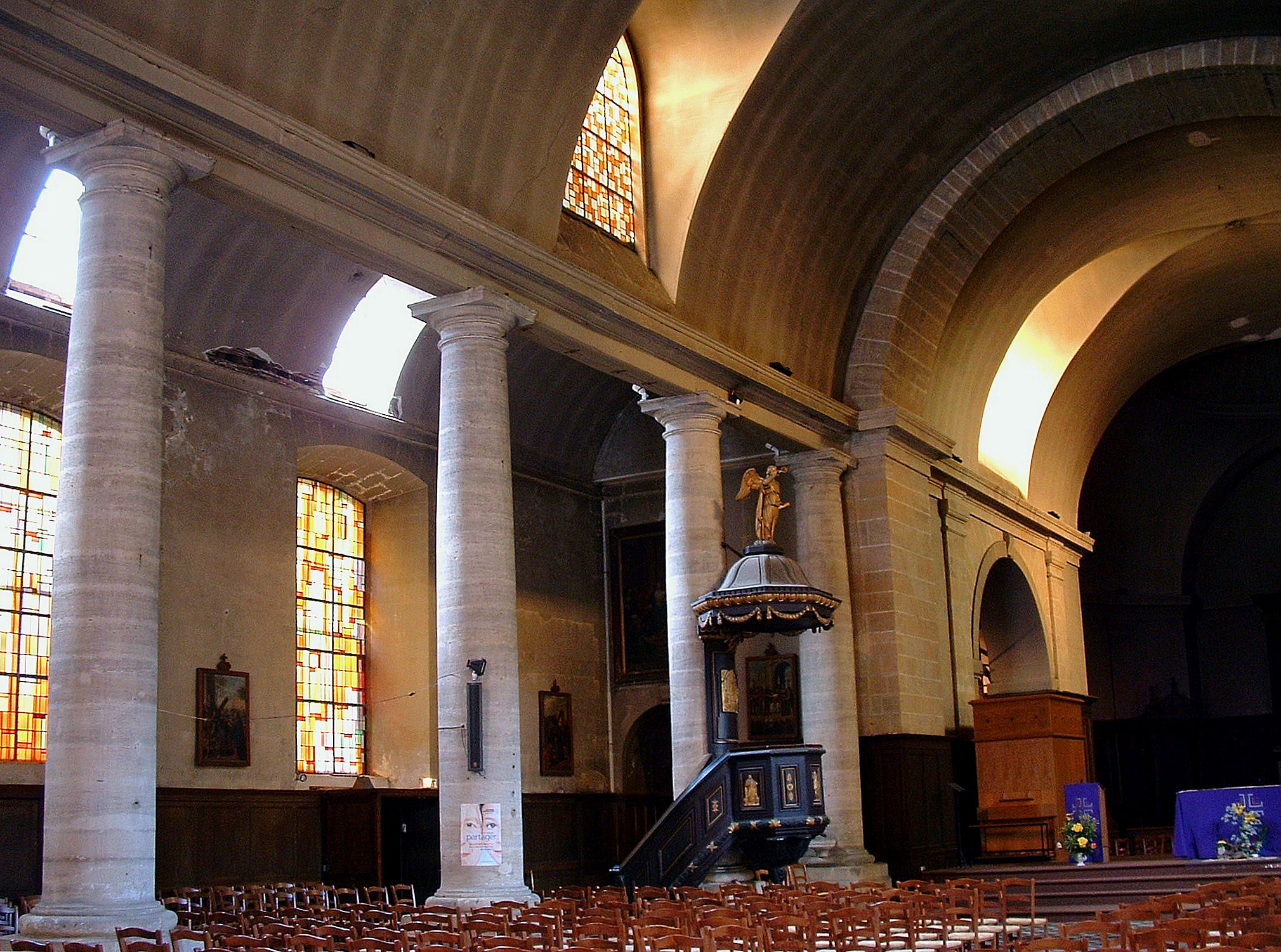
Nef de l'église St-Charles à Sedan

Le 9 thermidor (27 juillet 1794), c'est la chute brutale de Robespierre à Paris. 
Les prisonniers du Mont-Dieu sont progressivement libérés, dont plusieurs curés et vicaires. Une  Terreur blanche sévit en pays sedanais comme ailleurs, contre les anciens meneurs montagnards et sans-culottes. 
Puis le calme revient, y compris dans le domaine religieux. Le 21 février 1795, à Paris, le député François-Antoine de Boissy d'Anglas fait voter l'autorisation de célébrer des offices religieux dans les demeures de particuliers, les églises restant fermées. L'église Saint-Charles, utilisée pour des bals et des beuveries, retrouve son calme, puis est rendu aux cultes, grâce à l'action dynamique d'un groupe de femmes sedanaises, dont l'exemple est suivi dans tout le département. Et les pratiques religieuses redémarrent.
Nicolas Philbert publie une lettre pastorale où il dénonce les erreurs, les tentatives de déchristianisation et la terreur semée par les montagnards, désormais déchus.
À Paris, le 30 mai 1795, deux députés,  Jean-Denis Lanjuinais et l'ardennais Pierre-Charles-Louis Baudin font voter l'autorisation du culte. Du culte constitutionnel s'entend. Jean-Denis Lanjuinais avait participé en 1790 à la rédaction de la constitution civile du clergé et son frère est lui-même évêque constitutionnel à Rennes.
Dans cette même année 1795,  l'évêque des Ardennes s'associe à une nouvelle édition d'une encyclique qui propose un règlement provisoire pour le fonctionnement de l'Église constitutionnelle.
Gravement malade, l'évêque Nicolas Philbert décède en juin 1797. Son successeur Joseph Monin, dont l'élection n'est définitivement annoncée qu'en mai 1798, anime ce diocèse. En 1801, il participe au second et dernier concile de l’Église constitutionnelle, de façon humble et discrète. Puis il se plie sans humeur à la demande du pape Pie VII, adressée à l'ensemble des évêques constitutionnels, en démissionnant. Pour rédiger cette démission, il utilise sans état d'âme la formulation proposée par Jean-Étienne-Marie Portalis, conseiller d'état chargé des cultes, et par l'abbé Bernier. Cette démission sans drame ni polémique facilite une réconciliation, dans ce territoire ardennais, entre les familles catholiques ayant accepté l’Église constitutionnelle et les familles restées fidèles aux seuls prêtres réfractaires.
Le 2 mai 1802, le Concordat est proclamé et le diocèse de Sedan disparaît. Le département des Ardennes relève désormais du diocèse de Metz, avant d'être réuni à nouveau, en 1822, au diocèse de Reims.